# Kip Keino Classic 2022
Das 3. Kip Keino Classic war eine Leichtathletik-Veranstaltung, die am 7. Mai 2022 im Nyayo National Stadium in der kenianischen Hauptstadt Nairobi stattfand. Die Veranstaltung war Teil der World Athletics Continental Tour und zählte zu den Gold-Meetings, der höchsten Kategorie dieser Leichtathletik-Serie.

## Resultate

### Männer

#### 100 m
| Platz | Athlet              | Land | Zeit (s) |
| ----- | ------------------- | ---- | -------- |
| 1     | Ferdinand Omanyala  | KEN  | 09,85 WL |
| 2     | Fred Kerley         | KEN  | 09,92 SB |
| 3     | Isiah Young         | USA  | 10,13 SB |
| 4     | Henricho Bruintjies | RSA  | 10,13 SB |
| 5     | Emmanuel Matadi     | LBR  | 10,14    |
| 6     | Kenneth Bednarek    | USA  | 10,15 SB |
| 7     | Filippo Tortu       | ITA  | 10,24    |
| 8     | Mike Rodgers        | USA  | 10,37    |

Wind: +2,0 m/s

#### 200 m
| Platz | Athlet                  | Land | Zeit (s) |
| ----- | ----------------------- | ---- | -------- |
| 1     | Aaron Brown             | CAN  | 20,05    |
| 2     | Kyree King              | USA  | 20,18    |
| 3     | Isaac Makwala           | BOT  | 20,31    |
| 4     | Mouhamadou Fall         | FRA  | 20,50    |
| 5     | Blessing Akawasi Afriah | RSA  | 20,52    |
| 6     | Dan Kiviasi             | KEN  | 20,89    |
| 7     | Tazana Kamanga-Dyrbak   | DEN  | 21,19    |

Wind: +2,1 m/s

#### 800 m
| Platz                            | Athlet                    | Land | Zeit (min) |
| -------------------------------- | ------------------------- | ---- | ---------- |
| 1                                | Emmanuel Wanyonyi         | KEN  | 1:45,01 SB |
| 2                                | Cornelius Tuwei           | KEN  | 1:45,49 SB |
| 3                                | Tshepo Tshite             | RSA  | 1:45,51 SB |
| 4                                | Tolesa Bodena             | ETH  | 1:45,85 SB |
| 5                                | Nicholas Kebenei          | KEN  | 1:46,14    |
| 6                                | Abedin Mujezinović        | BIH  | 1:47,50 SB |
| 7                                | Ferguson Cheruiyot Rotich | KEN  | 1:47,98    |
|                                  | Collins Kipruto           | KEN  | DNF        |
| Robert Kimutai Korir (Pacemaker) | KEN                       | DNF  |            |

#### 1500 m
| Platz                       | Athlet                     | Land | Zeit (min) |
| --------------------------- | -------------------------- | ---- | ---------- |
| 1                           | Abel Kipsang               | KEN  | 3:31,01 MR |
| 2                           | Raynold Kipkorir Cheruiyot | KEN  | 3:35,50 PB |
| 3                           | Kumari Taki                | KEN  | 3:36,73    |
| 4                           | Adisu Girma                | ETH  | 3:36,98 PB |
| 5                           | Turi Mirkana               | ETH  | 3:38,49 PB |
| 6                           | Melkamu Zegeye Webu        | ETH  | 3:39,43 PB |
| 7                           | Boaz Kiprugut              | KEN  | 3:40,19    |
| 8                           | Wegene Addisu              | ETH  | 3:40,89    |
| 9                           | Vincent Kibet Keter        | KEN  | 3:41,49    |
| 10                          | Paul Chelimo               | USA  | 3:41,50    |
| 11                          | Youssouf Hiss Bachir       | DJI  | 3:44,91    |
| 12                          | Antoine Gakeme             | BDI  | 3:58,09    |
|                             | Ronald Kwemoi              | KEN  | DNF        |
| Evans Kipchumba (Pacemaker) | KEN                        | DNF  |            |
| Kenneth Kimutai (Pacemaker) | KEN                        | DNF  |            |

#### 5000 m
| Platz           | Athlet               | Land | Zeit (min)  |
| --------------- | -------------------- | ---- | ----------- |
| 1               | Jacob Krop           | KEN  | 13:12,19    |
| 2               | Daniel Mataiko       | KEN  | 13:13,45 PB |
| 3               | Daniel Simiu Ebenyo  | KEN  | 13:14,51    |
| 4               | Levy Kibet           | KEN  | 13:16,57 PB |
| 5               | Edward Pingua Zakayo | KEN  | 13:20,51    |
| 6               | Nibret Melak         | ETH  | 13:22,85 SB |
| 7               | Dinkalem Ayele       | ETH  | 13:26,65 PB |
| 8               | Charles Rotich       | KEN  | 13:39,40 PB |
| 9               | Bravin Kiprop        | KEN  | 13:44,06 PB |
| 10              | Wbet Gebrheat Muruts | ETH  | 13:44,64 PB |
| 11              | Dismas Yeko          | UGA  | 14:27,84    |
|                 | Bethwell Birgen      | KEN  | DNF         |
| Emmanuel Kiprop | KEN                  | DNF  |             |
| Mike Kiplangat  | KEN                  | DNF  |             |

#### 3000 m Hindernis
| Platz                        | Athlet                        | Land | Zeit (min) |
| ---------------------------- | ----------------------------- | ---- | ---------- |
| 1                            | Abraham Kibiwot               | KEN  | 8:21,92    |
| 2                            | Samuel Deguna                 | ETH  | 8:27,40 PB |
| 3                            | Benjamin Kigen                | KEN  | 8:30,28 SB |
| 4                            | Mohamed Ismail                | DJI  | 8:32,68    |
| 5                            | Conseslus Kipruto             | KEN  | 8:32,76    |
| 6                            | Elias Kibet                   | KEN  | 8:37,77 PB |
| 7                            | Amos Serem                    | KEN  | 8:45,37    |
| 8                            | Hilal Yego                    | TUR  | 8:47,21    |
| 9                            | Stanley Kipkoech Kebenei      | KEN  | 8:48,86    |
| 10                           | Albert Chemutai               | UGA  | 8:53,51    |
| 11                           | Ezekiel Mutai                 | UGA  | 8:57,03    |
| 12                           | Geoffrey Kirwa                | KEN  | 9:04,72    |
|                              | Wilberforce Kones (Pacemaker) | KEN  | DNF        |
| Lawrence Kipsang (Pacemaker) | KEN                           | DNF  |            |

#### Hammerwurf
| Platz | Athlet                 | Land | Weite (m)   |
| ----- | ---------------------- | ---- | ----------- |
| 1     | Wojciech Nowicki       | POL  | 81,43 WL MR |
| 2     | Mychajlo Kochan        | UKR  | 77,99       |
| 3     | Christos Frantzeskakis | GRC  | 77,19       |
| 4     | Sean Donnelly          | USA  | 75,27       |
| 5     | Mostafa el-Gamel       | EGY  | 71,24       |
| 6     | Denis Sakawa           | KEN  | 49,90       |

#### Speerwurf
| Platz | Athlet                   | Land | Weite (m)   |
| ----- | ------------------------ | ---- | ----------- |
| 1     | Ihab Abdelrahman         | EGY  | 83,79 MR SB |
| 2     | Julius Yego              | KEN  | 79,59       |
| 3     | Johan Grobler            | RSA  | 79,11 SB    |
| 4     | Rolands Štrobinders      | LAT  | 76,30 SB    |
| 5     | Leandro Ramos            | POR  | 75,93       |
| 6     | Alex Toroitich Kiprotich | KEN  | 75,04       |
| 7     | Vedran Samac             | SRB  | 73,32       |

### Frauen

#### 100 m
| Platz | Athletin                | Land | Zeit (s)    |
| ----- | ----------------------- | ---- | ----------- |
| 1     | Shelly-Ann Fraser-Pryce | JAM  | 10,67 WL MR |
| 2     | Bassant Hemida          | EGY  | 11,02 NR    |
| 3     | Shannon Ray             | USA  | 11,33       |
| 4     | Patrizia van der Weken  | LUX  | 11,35 NR    |
| 5     | Javianne Oliver         | USA  | 11,36       |
| 6     | Rani Rosius             | BEL  | 11,40       |
| 7     | Maximila Imali          | KEN  | 11,46 NR    |
|       | Christine Mboma         | NAM  | DNF         |

Wind: −0,4 m/s

#### 200 m
| Platz | Athletin         | Land | Zeit (s) |
| ----- | ---------------- | ---- | -------- |
| 1     | Aminatou Seyni   | NIG  | 22,43 NR |
| 2     | Shannon Ray      | USA  | 22,84 PB |
| 3     | Dezerea Bryant   | USA  | 22,92 SB |
| 4     | Gina Bass        | GAM  | 23,11    |
| 5     | Rhoda Njobvu     | ZAM  | 23,20    |
| 6     | Imke Vervaet     | BEL  | 23,27    |
| 7     | Shirley Nekhubui | RSA  | 23,40    |
| 8     | Millicent Ndoro  | KEN  | 23,98 SB |

Wind: −1,0 m/s

#### 400 m
| Platz | Athletin          | Land | Zeit (s) |
| ----- | ----------------- | ---- | -------- |
| 1     | Miranda Coetzee   | RSA  | 51,50 PB |
| 2     | Wadeline Jonathas | USA  | 51,71 SB |
| 3     | Susanne Walli     | AUT  | 52,13    |
| 4     | Leni Shida        | UGA  | 52,29    |
| 5     | Laura Müller      | GER  | 52,66    |
| 6     | Veronica Mutua    | KEN  | 53,01 SB |
| 7     | Hellen Syombua    | KEN  | 53,16    |
| 8     | Rachel Pellaud    | SUI  | 53,76    |

#### 800 m
| Platz        | Athletin                    | Land | Zeit (min)    |
| ------------ | --------------------------- | ---- | ------------- |
| 1            | Prudence Sekgodiso          | RSA  | 1:58,41 MR PB |
| 2            | Mary Moraa                  | KEN  | 1:59,87 SB    |
| 3            | Naomi Korir                 | KEN  | 2:00,06 PB    |
| 4            | Jarinter Mwasya             | KEN  | 2:00,37 PB    |
| 5            | Halimah Nakaayi             | UGA  | 2:00,93       |
| 6            | Vivian Chebet Kiprotich     | KEN  | 2:01,00 PB    |
| 7            | Peninah Wangari Wachira     | KEN  | 2:01,30 PB    |
| 8            | Worknesh Mesele             | ETH  | 2:02,59       |
|              | Noélie Yarigo (Pacemakerin) | BEN  | DNF           |
| Anita Horvat | SVN                         | DNF  |               |

#### 1500 m
| Platz                    | Athletin                      | Land    | Zeit (min)    |
| ------------------------ | ----------------------------- | ------- | ------------- |
| 1                        | Diribe Welteji                | ETH     | 4:01,50 WL MR |
| 2                        | Haylom Birke                  | ETH     | 4:02,25 PB    |
| 3                        | Edinah Jebitok                | KEN     | 4:02,66 PB    |
| 4                        | Kassie Wubrist                | ETH     | 4:03,86 PB    |
| 5                        | Judy Kiyeng                   | KEN     | 4:03,87       |
| 6                        | Winfred Mutile Yavi           | BHR     | 4:05,54 PB    |
| 7                        | Winny Chebet                  | KEN     | 4:08,29       |
| 8                        | Ayal Dagnachew                | ETH     | 4:08,66 PB    |
| 9                        | Brenda Chebet                 | KEN     | 4:09,01 PB    |
| 10                       | Purity Chepkirui              | KEN     | 4:10,77       |
| 11                       | Josephine Chelangat Kiplangat | KEN     | 4:10,93       |
| 12                       | Dadi Bube                     | ETH     | 4:15,50       |
| 13                       | Melkam Alemayehu              | ETH     | 4:23,30       |
|                          | Margaret Monica Marinjo       | KEN     | 4:15,50       |
| Sylivia Chematui Chesebe | KEN                           | 4:15,50 |               |

#### 5000 m
| Platz | Athletin            | Land | Zeit (min)     |
| ----- | ------------------- | ---- | -------------- |
| 1     | Girmawit Gebrzihair | ETH  | 14:49,97 WL MR |
| 2     | Daisy Jepkemei      | KAZ  | 15:08,97       |
| 3     | Zenah Jemutai Yego  | KEN  | 15:12,59 PB    |
| 4     | Mercy Cherono       | KEN  | 15:15,39       |
| 5     | Selah Busienei      | KEN  | 15:28,05 PB    |
| 6     | Caroline Nyaga      | KEN  | 15:31,76 PB    |
| 7     | Stella Rutto        | ROU  | 15:48,97       |
| 8     | Winnie Nanyondo     | UGA  | 16:02,79       |
| 9     | Agnes Jebet Ngetich | KEN  | 16:17,40       |
|       | Deborah Chemutai    | KEN  | DNF            |

#### 3000 m Hindernis
| Platz                | Athletin                    | Land | Zeit (min)    |
| -------------------- | --------------------------- | ---- | ------------- |
| 1                    | Norah Jeruto                | KAZ  | 9:04,95 WL MR |
| 2                    | Faith Cherotich             | KEN  | 9:12,04 PB    |
| 3                    | Peruth Chemutai             | UGA  | 9:20,07       |
| 4                    | Sembo Alemayehu             | ETH  | 9:26,39 PB    |
| 5                    | Jackline Chepkoech          | KEN  | 9:26,55 PB    |
| 6                    | Caren Chebet                | KEN  | 9:30,42 PB    |
| 7                    | Meseret Yeshaneh            | ETH  | 9:33,34 PB    |
| 8                    | Celliphine Chepteek Chespol | KEN  | 9:38,02       |
| 9                    | Fancy Cherono               | KEN  | 9:45,75       |
| 10                   | Virginia Nyambura           | KEN  | 9:46,88       |
| 11                   | Weynshet Ansa               | ETH  | 9:48,14 SB    |
| 12                   | Birhan Gebregiorgis         | ETH  | 9:52,73       |
| 13                   | Edna Chepkemoi              | KEN  | 9:53,58 PB    |
| 14                   | Purity Kirui                | KEN  | 9:57,40 SB    |
|                      | Rosefline Chepngetich       | KEN  | DNF           |
| Doris Lengole Cherop | KEN                         | DNF  |               |
| Joyce Munai          | KEN                         | DNF  |               |

#### Hochsprung
| Platz | Athletin            | Land | Höhe (m) |
| ----- | ------------------- | ---- | -------- |
| 1     | Laura Zialor        | GBR  | 1,91 PB  |
| 2     | Oksana Okunjewa     | UKR  | 1,91     |
| 3     | Kateryna Tabaschnyk | UKR  | 1,88     |
| 4     | Kimberly Williamson | JAM  | 1,88 SB  |
| 5     | Rhizlane Siba       | MAR  | 1,80     |
| 6     | Tihana Jeletić      | CRO  | 1,80     |
| 7     | Ana Šimić           | CRO  | 1,75     |
| 8     | Inika McPherson     | USA  | 1,70     |

#### Hammerwurf
| Platz | Athletin              | Land | Weite (m)   |
| ----- | --------------------- | ---- | ----------- |
| 1     | Anita Włodarczyk      | POL  | 78,06 MR SB |
| 2     | Janee' Kassanavoid    | USA  | 76,82 PB    |
| 3     | Bianca Ghelber        | ROU  | 70,71 SB    |
| 4     | Vanessa Sterckendries | BEL  | 67,57       |
| 5     | Veronika Kaňuchová    | SVK  | 65,61       |
| 6     | Lucy Anyango Omondi   | KEN  | 49,91       |
| 7     | Roselyn Rakamba       | KEN  | 47,36       |
| 8     | Nancy Wambua Kanini   | KEN  | 43,07       |